# Nati nel 1927/Dicembre
| Questa pagina contiene informazioni ricavate automaticamente dalle voci biografiche con l'ausilio del template Bio e di un bot. L'aggiornamento è periodico e automatico e ricostruisce completamente la pagina. Se manca una persona in questa lista, sei pregato di non aggiungerla, ma accertati piuttosto che la sua voce biografica contenga il template Bio e che i dati anagrafici siano correttamente compilati. Se il template Bio manca, inseriscilo tu stesso o, in alternativa, metti l'avviso {{tmp\|Bio}} che ne segnala la mancanza. Se i dati riportati sono sbagliati, correggi direttamente la voce biografica; le modifiche saranno visibili in questa lista entro pochi giorni. Per chiarimenti vedi il progetto biografie. La lista contiene solo le 182 persone che sono citate nell'enciclopedia e per le quali è stato implementato correttamente il template Bio. Pagina aggiornata al 18 lug 2025. |

- 1º dicembre - Mohamed Ali Abdel Kerim, sollevatore egiziano
- 1º dicembre - Adolfo Atienza, calciatore spagnolo († 2008)
- 1º dicembre - Micheline Bernardini, danzatrice e modella francese
- 1º dicembre - Cipriano Calderón Polo, vescovo cattolico spagnolo († 2009)
- 1º dicembre - Anna Gabriella Ceccatelli, politica italiana († 2001)
- 1º dicembre - Abby Mann, sceneggiatore, produttore televisivo e drammaturgo statunitense († 2008)
- 2 dicembre - Ralph Beard, cestista statunitense († 2007)
- 2 dicembre - Donald L.M. Black, tennista rhodesiano († 2000)
- 2 dicembre - Pëtr Breus, pallanuotista sovietico († 2000)
- 2 dicembre - Marco Brunelli, imprenditore italiano
- 2 dicembre - Sergio Calzavara, calciatore italiano († 2022)
- 2 dicembre - Philip Chatfield, ballerino e direttore artistico britannico († 2021)
- 2 dicembre - Virginia Martin, attrice statunitense († 2009)
- 2 dicembre - Ermanno Scaramuzzi, calciatore italiano († 1991)
- 2 dicembre - Benedict Ganesh Singh, vescovo cattolico guyanese († 2018)
- 2 dicembre - Giorgia Toniolatti, architetta italiana († 2003)
- 3 dicembre - Massimo Baldi, architetto italiano († 1986)
- 3 dicembre - Richard Bellamy, gallerista e mercante d'arte statunitense († 1998)
- 3 dicembre - Gervasio Marcosignori, fisarmonicista italiano († 2013)
- 3 dicembre - Garibaldo Nizzola, lottatore italiano († 2012)
- 3 dicembre - Richard Keir Pethick Pankhurst, docente e storico britannico († 2017)
- 3 dicembre - Lucie Scheinostová, cestista cecoslovacca († 2014)
- 3 dicembre - Andy Williams, cantante, attore e showman statunitense († 2012)
- 4 dicembre - Goffredo Andreini, politico italiano
- 4 dicembre - Gae Aulenti, designer e architetta italiana († 2012)
- 4 dicembre - Vivianna Bülow-Hübe, designer svedese († 2004)
- 4 dicembre - Alfredo Giovanardi, politico italiano († 1998)
- 4 dicembre - William Labov, linguista statunitense († 2024)
- 4 dicembre - Erich Probst, calciatore austriaco († 1988)
- 4 dicembre - Rafael Sánchez Ferlosio, scrittore, saggista e linguista spagnolo († 2019)
- 4 dicembre - Tarzan Tyler, wrestler canadese († 1985)
- 4 dicembre - Jozef Čurgaly, calciatore cecoslovacco († 2014)
- 5 dicembre - Bhumibol Adulyadej, re thailandese († 2016)
- 5 dicembre - William F. Goodling, politico statunitense († 2017)
- 5 dicembre - Bob MacKinnon, cestista, allenatore di pallacanestro e dirigente sportivo statunitense († 2015)
- 5 dicembre - Óscar Míguez, calciatore uruguaiano († 2006)
- 5 dicembre - Zdravko Rajkov, allenatore di calcio e calciatore jugoslavo († 2006)
- 5 dicembre - Vincenzo Rimedio, vescovo cattolico italiano
- 5 dicembre - Dino Zucchi, cestista italiano († 2011)
- 6 dicembre - Enzo Demattè, scrittore, saggista e poeta italiano († 2014)
- 6 dicembre - Tone Ferenc, partigiano e storico sloveno († 2003)
- 6 dicembre - Jaime Fernández, attore messicano († 2005)
- 6 dicembre - Jim Fuchs, pesista e discobolo statunitense († 2010)
- 6 dicembre - Norman Macleod, scacchista e compositore di scacchi scozzese († 1991)
- 6 dicembre - Patsy Mink, politica e avvocato statunitense († 2002)
- 6 dicembre - Baldassarre Molossi, giornalista e scrittore italiano († 2003)
- 6 dicembre - Vladimir Naumovič Naumov, regista sovietico († 2021)
- 6 dicembre - Pierre Pfeffer, zoologo francese († 2016)
- 6 dicembre - Tore Svensson, calciatore svedese († 2002)
- 6 dicembre - Byron Zappas, compositore di scacchi greco († 2008)
- 7 dicembre - Giovanni De Martin, bobbista italiano († 1999)
- 7 dicembre - Helen Watts, contralto britannico († 2009)
- 8 dicembre - Niklas Luhmann, sociologo e filosofo tedesco († 1998)
- 8 dicembre - Mario Rossello, ceramista, pittore e scultore italiano († 2000)
- 8 dicembre - Vladimir Aleksandrovič Šatalov, cosmonauta sovietico († 2021)
- 8 dicembre - Jone Spartano, ex calciatore e allenatore di calcio italiano
- 8 dicembre - Frank Tripucka, giocatore di football americano statunitense († 2013)
- 9 dicembre - Jim Baechtold, cestista e allenatore di pallacanestro statunitense († 2011)
- 9 dicembre - Thérèse Clerc, attivista francese († 2016)
- 9 dicembre - Alarico Gattia, fumettista italiano († 2022)
- 9 dicembre - Pierre Henry, compositore francese († 2017)
- 9 dicembre - Federico Marietti, cestista italiano († 1995)
- 10 dicembre - Ray Amm, pilota motociclistico rhodesiano († 1955)
- 10 dicembre - Marian Kozłowski, dirigente sportivo e giornalista polacco († 2004)
- 10 dicembre - Luciano Marchetti, ex calciatore italiano
- 10 dicembre - Yitzhak Rudashevski, scrittore lituano († 1943)
- 11 dicembre - Friedrich G. Beckhaus, attore e doppiatore tedesco
- 11 dicembre - Ricardo Bordallo, politico statunitense († 1990)
- 11 dicembre - John Buscema, fumettista statunitense († 2002)
- 11 dicembre - Santo D'Amico, fumettista italiano († 1995)
- 11 dicembre - Dovima, modella e attrice statunitense († 1990)
- 11 dicembre - Stein Eriksen, sciatore alpino norvegese († 2015)
- 11 dicembre - Narciso Soldan, allenatore di calcio e calciatore italiano († 1987)
- 11 dicembre - Rolando Vicovaro, ex calciatore italiano
- 12 dicembre - Walter Gómez, calciatore uruguaiano († 2004)
- 12 dicembre - Ludovico Incisa di Camerana, diplomatico e saggista italiano († 2013)
- 12 dicembre - Robert Noyce, imprenditore e inventore statunitense († 1990)
- 13 dicembre - Juan Alonso Adelarpe, calciatore e allenatore di calcio spagnolo († 1994)
- 13 dicembre - John Hewie, calciatore scozzese († 2015)
- 13 dicembre - Geneviève Page, attrice francese († 2025)
- 13 dicembre - Vicente Seguí García, calciatore spagnolo († 1988)
- 13 dicembre - James Wright, poeta statunitense († 1980)
- 14 dicembre - Adrian Burk, giocatore di football americano statunitense († 2003)
- 14 dicembre - Richard Cassilly, tenore statunitense († 1998)
- 14 dicembre - Luciano Frosini, ciclista su strada italiano († 2017)
- 14 dicembre - Carlo Matteucci, allenatore di calcio e calciatore italiano († 2016)
- 14 dicembre - Nikolaj Tatarinov, pentatleta sovietico († 2017)
- 15 dicembre - Rosario Borelli, attore, cantante e regista italiano († 2001)
- 15 dicembre - Moises Jinich, calciatore messicano († 2015)
- 15 dicembre - Franco Nebbia, musicista, conduttore radiofonico e attore italiano († 1984)
- 15 dicembre - Michel Renault, ballerino francese († 1993)
- 15 dicembre - Earl Strom, arbitro di pallacanestro statunitense († 1994)
- 15 dicembre - Romano Viviani, architetto italiano († 2006)
- 16 dicembre - Warren Adler, scrittore, poeta e drammaturgo statunitense († 2019)
- 16 dicembre - Rino Di Cera, cestista italiano († 2000)
- 16 dicembre - Peter Dickinson, scrittore e poeta britannico († 2015)
- 16 dicembre - Randall Garrett, scrittore statunitense († 1987)
- 16 dicembre - Mino Guerrini, pittore, sceneggiatore e regista italiano († 1990)
- 16 dicembre - Akihiko Hirata, attore giapponese († 1984)
- 16 dicembre - Claude Overton, cestista, giocatore di baseball e allenatore di pallacanestro statunitense († 1996)
- 16 dicembre - Gert Wiedenhofen, attore, doppiatore e conduttore radiofonico tedesco († 2001)
- 17 dicembre - Ottorino Pietro Alberti, arcivescovo cattolico italiano († 2012)
- 17 dicembre - Adolfo Grosso, ciclista su strada e pistard italiano († 1980)
- 17 dicembre - Richard Long, attore statunitense († 1974)
- 17 dicembre - Marina Rossanda, politica e medico italiana († 2006)
- 17 dicembre - Loredano Ugolini, fumettista e illustratore italiano
- 18 dicembre - Enrico Atzeni, archeologo italiano († 2023)
- 18 dicembre - Ramsey Clark, politico e avvocato statunitense († 2021)
- 18 dicembre - Sterling E. Lanier, scrittore e scultore statunitense († 2007)
- 18 dicembre - Roméo LeBlanc, insegnante, giornalista e politico canadese († 2009)
- 18 dicembre - Ludovico Muratori, scenografo, pittore e orafo italiano († 2023)
- 18 dicembre - Rinaldo Petrignani, diplomatico italiano
- 18 dicembre - Salvatore Giuseppe Vicario, medico e saggista italiano († 2019)
- 19 dicembre - Remo Capitani, attore e stuntman italiano († 2014)
- 19 dicembre - Michele De Benedictis, economista italiano († 2016)
- 19 dicembre - Gao Yaojie, ginecologa cinese († 2023)
- 19 dicembre - Norman Lamm, rabbino, filosofo e educatore statunitense († 2020)
- 19 dicembre - Paul Guers, attore francese († 2016)
- 20 dicembre - Giampiero Albertini, attore e doppiatore italiano († 1991)
- 20 dicembre - John Michael Beaumont, britannico († 2016)
- 20 dicembre - Umberto Colombo, chimico, dirigente d'azienda e politico italiano († 2006)
- 20 dicembre - Philip Hurlic, attore statunitense († 2014)
- 20 dicembre - Kim Young-sam, politico sudcoreano († 2015)
- 20 dicembre - David Markson, scrittore statunitense († 2010)
- 20 dicembre - Carlo Pollidoro, politico italiano († 2003)
- 21 dicembre - Ömər Eldarov, scultore azero
- 21 dicembre - Uccisione di Graziella Fanti, italiana († 1944)
- 21 dicembre - Giorgio Grigolli, politico e giornalista italiano († 2016)
- 21 dicembre - Li Moran, attore cinese († 2012)
- 21 dicembre - Kunio Ogawa, scrittore giapponese († 2008)
- 22 dicembre - Peggie Castle, attrice statunitense († 1973)
- 22 dicembre - Sergio Fiorentino, pianista italiano († 1998)
- 22 dicembre - René Queyroux, schermidore francese († 2002)
- 22 dicembre - Denis Richet, storico francese († 1989)
- 23 dicembre - Maurice Chollet, cestista svizzero († 2017)
- 23 dicembre - John Cockett, hockeista su prato britannico († 2020)
- 23 dicembre - Paolo De Benedetti, teologo e biblista italiano († 2016)
- 23 dicembre - Giuseppe Federico Mancini, giurista italiano († 1999)
- 23 dicembre - Nevol Querci, politico italiano († 2000)
- 23 dicembre - Aleksandr Vedernikov, basso sovietico († 2018)
- 24 dicembre - Helmut Fottner, calciatore tedesco († 2009)
- 24 dicembre - Mary Higgins Clark, scrittrice statunitense († 2020)
- 24 dicembre - Emilio Jona, scrittore, poeta e drammaturgo italiano
- 24 dicembre - Pio La Torre, politico e sindacalista italiano († 1982)
- 24 dicembre - Giambattista Marson, medico e politico italiano († 2019)
- 24 dicembre - Silvano Ridi, politico italiano († 2001)
- 24 dicembre - Teresa Stich-Randall, soprano statunitense († 2007)
- 25 dicembre - Joe Axelson, dirigente sportivo statunitense († 2008)
- 25 dicembre - Georges Besse, dirigente d'azienda e imprenditore francese († 1986)
- 25 dicembre - Nellie Fox, giocatore di baseball statunitense († 1975)
- 25 dicembre - René Hauss, allenatore di calcio francese († 2010)
- 25 dicembre - Leo Kubiak, ex cestista e ex giocatore di baseball statunitense
- 25 dicembre - Ram Narayan, musicista indiano († 2024)
- 26 dicembre - Nello Balestracci, politico italiano († 2007)
- 26 dicembre - Shûhei Fujisawa, scrittore giapponese († 1997)
- 26 dicembre - Alan King, attore statunitense († 2004)
- 26 dicembre - Denis Quilley, attore teatrale britannico († 2003)
- 27 dicembre - Bill Crow, contrabbassista statunitense
- 27 dicembre - Carlo Di Re, politico italiano († 2008)
- 27 dicembre - Abraham Eidlin, cestista uruguaiano († 2020)
- 27 dicembre - Mariano Gabriele, storico italiano († 2022)
- 27 dicembre - Franz Hölbl, sollevatore austriaco († 1976)
- 27 dicembre - Anton Løkkeberg, calciatore norvegese († 1985)
- 27 dicembre - Abdel Aal Rashid, ex lottatore egiziano
- 27 dicembre - Giovanni Vento, regista, sceneggiatore e critico cinematografico italiano († 1979)
- 28 dicembre - Edward Babiuch, politico polacco († 2021)
- 28 dicembre - Silvano Moro, calciatore e allenatore di calcio italiano († 2008)
- 28 dicembre - Raimundo Revoredo Ruiz, vescovo cattolico peruviano († 2021)
- 29 dicembre - Giorgio Capitani, regista, sceneggiatore e attore italiano († 2017)
- 29 dicembre - Yehoshua Glazer, calciatore israeliano († 2018)
- 29 dicembre - Evan Jones, sceneggiatore giamaicano († 2012)
- 29 dicembre - Leon J. Kamin, psicologo statunitense († 2017)
- 29 dicembre - Robert M. Kingdon, storico statunitense († 2010)
- 29 dicembre - Andy Stanfield, velocista statunitense († 1985)
- 30 dicembre - Hernando Caro Mendoza, giornalista e critico musicale colombiano († 2004)
- 30 dicembre - Robert Hossein, attore, regista e sceneggiatore francese († 2020)
- 30 dicembre - Hamed Karoui, politico tunisino († 2020)
- 30 dicembre - Konstantin Sal'nikov, ex pentatleta sovietico
- 31 dicembre - Mohammad Reza Ameli Tehrani, politico e medico iraniano († 1979)
- 31 dicembre - Nijs Korevaar, pallanuotista olandese († 2016)
- 31 dicembre - Nina Maksimel'janova, cestista e allenatrice di pallacanestro sovietica († 2006)
- 31 dicembre - NOF4, incisore italiano († 1994)